# Fagurey
Fagurey är en ö i republiken Island. Den ligger i regionen Västlandet, i den västra delen av landet. Den ligger 8,3 kilometer norr om Stykkishólmur. Fagurey är en låg och platt gräsbevuxen ö.